# Kappa2 Lupi
Kappa2 Lupi (κ2 Lupi, förkortad Kappa2 Lup, κ2 Lup), som är stjärnans Bayer-beteckning, är en ensam stjärna i västra delen av stjärnbilden Vargen. Den har en magnitud av 5,70 och är svagt synlig för blotta ögat där ljusföroreningar ej förekommer. Baserat på parallaxmätning inom Hipparcosuppdraget på ca 12,9 mas, beräknas den befinna sig på ett avstånd av ca 254 ljusår (78 parsek) från solen. Såväl Kappa2 Lupi som dess granne Kappa1 Lupi ingår i Hyadeströmmen, som är en rörelsegrupp med gemensam rörelse med stjärnhopen Hyaderna genom rymden.

## Egenskaper
Kappa2 Lupi är en blå till vit underjättestjärna av spektralklass A3 IV,, som har förbrukat dess förråd av väte och börjat lämna huvudserien. Den har en massa som är omkring dubbelt så stor som solens massa, en radie som är ca 2,6 gånger solens radie och avger ca 26 gånger mer energi än solen från dess fotosfär vid en effektiv temperatur på ca 8 200 K.